# Im Mörsbacher Grund von Darmstadt-Arheilgen
Der Mörsbacher Grund von Darmstadt-Arheilgen ist ein Naturschutzgebiet am Nordrand der Gemarkung Darmstadt. Das NSG ist Teil des FFH-Gebietes „Kranichsteiner Wald mit Hegbachaue, Mörsbacher Grund und Silzwiesen“ und circa 68,06 ha groß.

## Beschreibung
Der Mörsbacher Grund wurde unter Naturschutz gestellt, um die Entwicklung und Förderung der Röhrichtbestände, der Staudenbestände, der Wiesengesellschaften und der Gewässer zu sichern. 
Auf dem Areal befinden sich zahlreiche seltene und in ihrem Bestand gefährdete Pflanzen- und Tierarten.

## Naturschutzgebiet
Seit dem 29. September 1987 ist der Mörsbacher Grund ein Naturschutzgebiet.

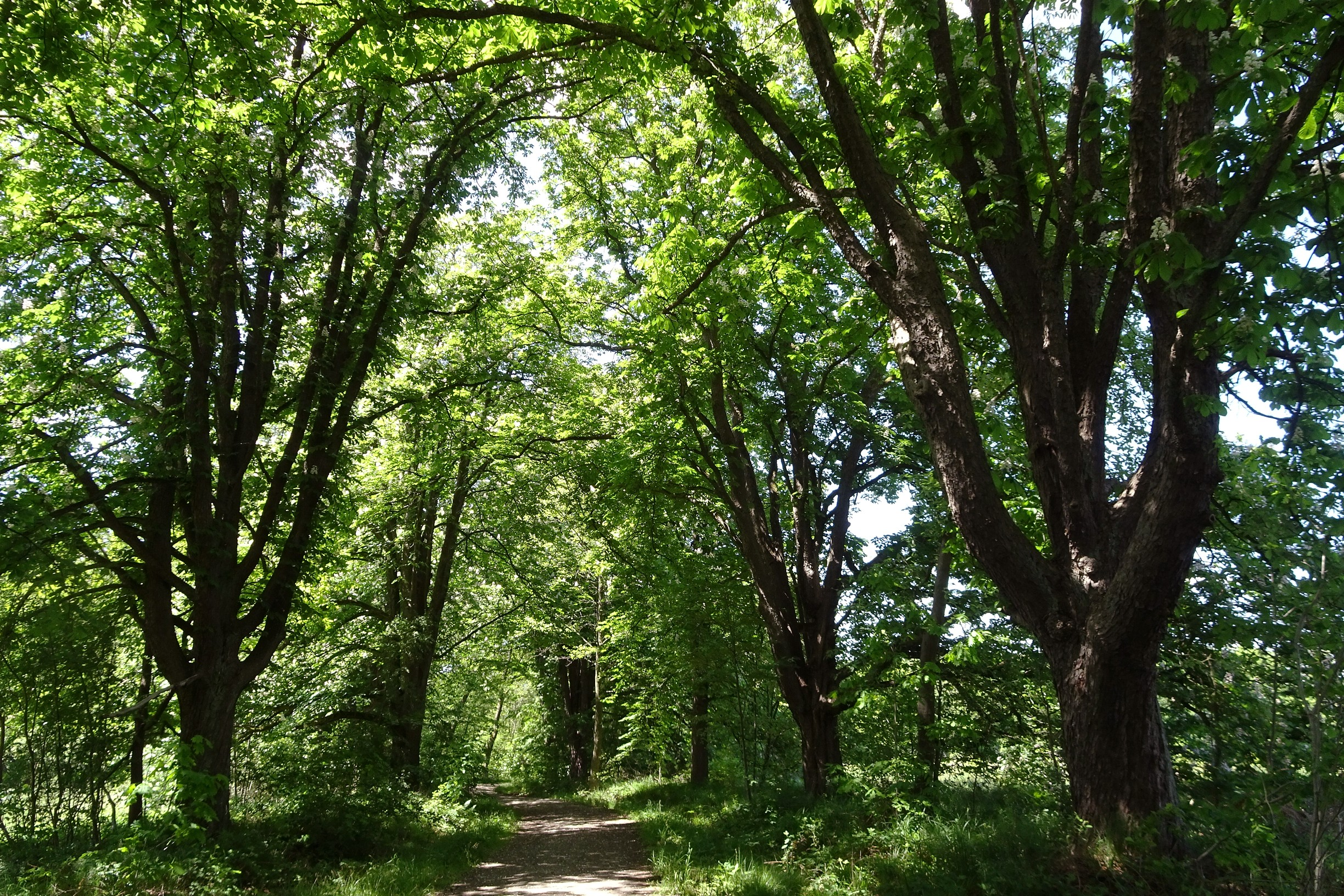
Rosskastanien-Allee nordwestlich vom Messeler Falltorhaus (2021)
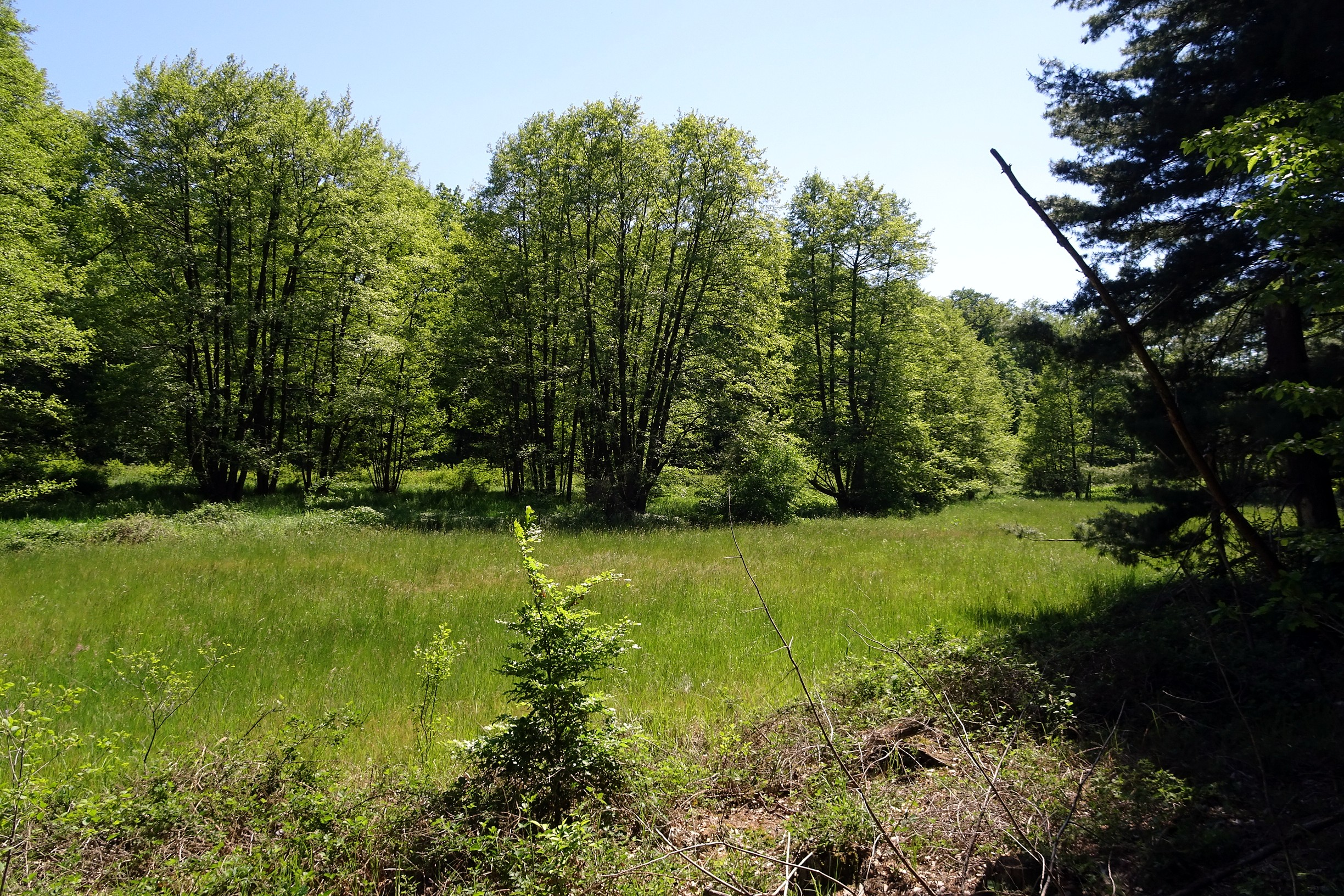
Wiese und Auwald am Hahnwiesenbach (2021)
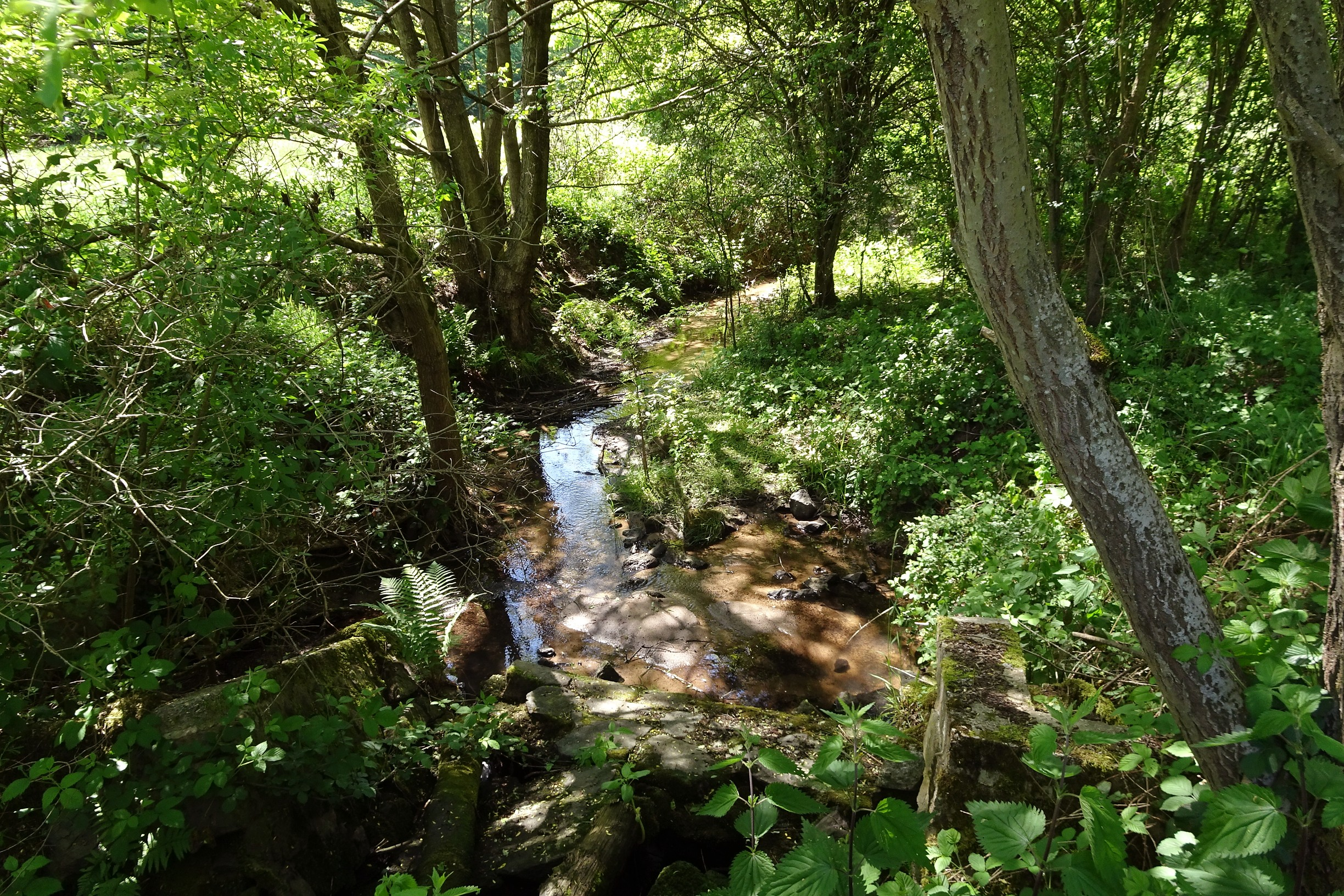
Hahnwiesenbach (2021)
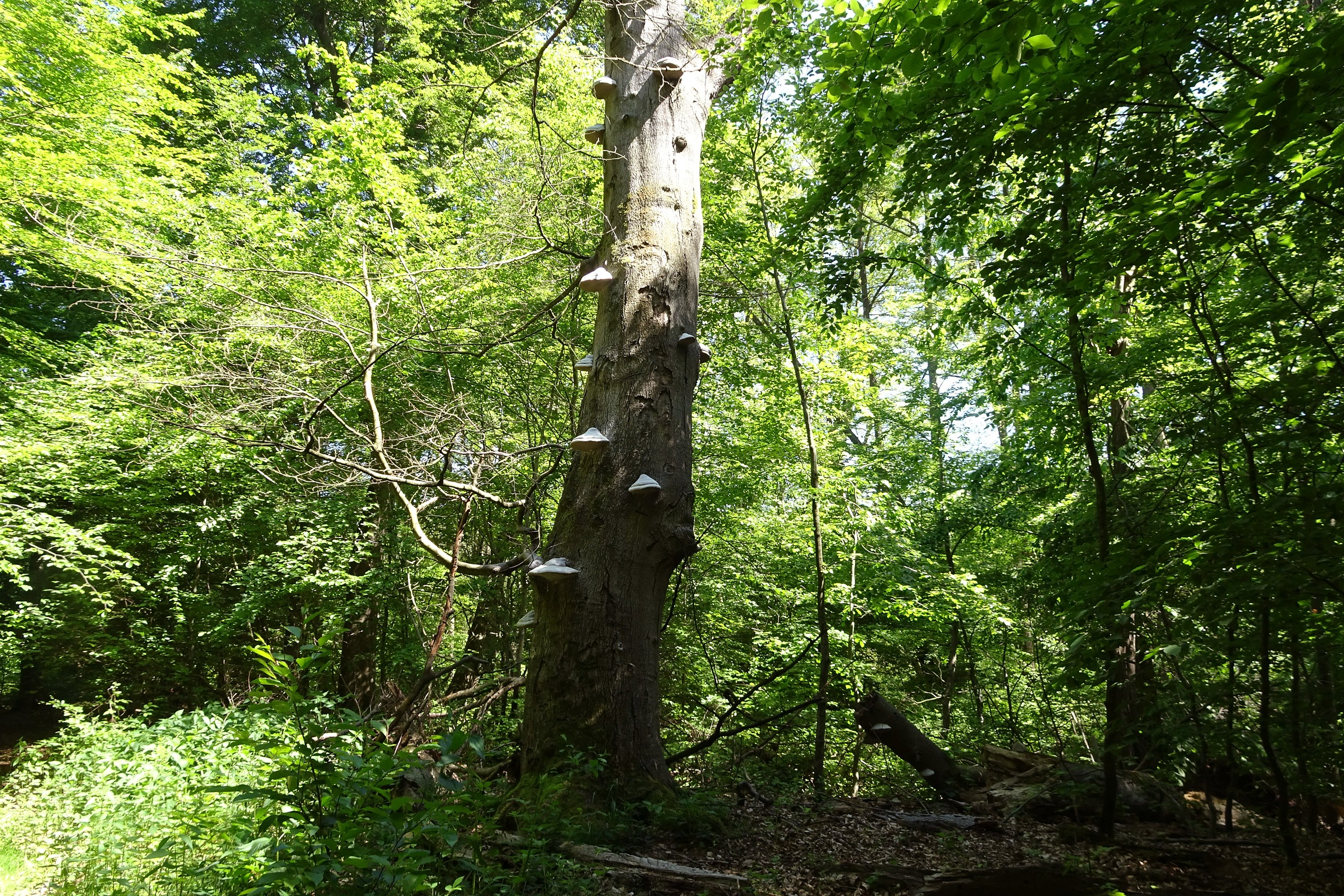
Stehendes Totholz mit Baumpilzen (2021)

## Umgebung
Am Südwestrand des Naturschutzgebietes liegt das Gelände des GSI Helmholtzzentrums für Schwerionenforschung.
Am Südostrand befindet sich der Zinkenteich.